# Czernica (dopływ Mołstowy)
Czernica – struga w woj. zachodniopomorskim, w powiecie świdwińskim; dopływ rzeki Mołstowy, o długości według różnych publikacji od 11,5 km do 14,5 km.
Zlewnia Czernicy obejmuje obszar 73 km².
Struga ma źródła na wschód od wsi Kaliny, na Równinie Gryfickiej. Następnie płynie przez Kalinę w kierunku zachodnim i południowo-zachodnim. Odbija za osadą Drzeń w kierunku południowym i koło wsi Mysłowice wpada do niej potok Mołstówka. Dalej na południowy zachód przy wsi Powalice, gdzie uchodzi do niej Powalicka Struga. Płynąc dalej na zachód wpada do rzeki Mołstowy.
Nazwa Czernica wprowadzono w 1948 roku, zastępując poprzednią niemiecką nazwę Schwarz Bach.